# Comitat forestier de Torna
Le comitat forestier de Torna (hongrois : Tornai erdőispánság) est un ancien comitat forestier du royaume de Hongrie. Il est l'ancêtre de l'ancien comitat de Torna.
Crée dans la seconde moitié du XIIe siècle, il est un domaine de la cour royale et un terrain de chasse dans la région du ruisseau Torna. Le  roi Imre commence déjà à en faire don en partie. À partir des années 1260 voient le jour un château, avec son territoire administratif spécifique (le "comitat/comté de château" ou várispánság en hongrois), son domaine (várbirtok), ses officiers (várjobbágy) et ses serfs (várnép), à partir desquels se développe le comitat royal. À la suite des nombreuses donations royales, le comitat de Torna est devenu l'un des plus petits du pays. Archidiaconat, il appartenait à l'archidiocèse d'Esztergom.